# Mokrý Háj
Mokrý Háj (ungarisch Horvátberek – bis 1907 Mokriháj) ist eine Gemeinde im Westen der Slowakei mit 680 Einwohnern (Stand 31. Dezember 2024), die zum Okres Skalica, einem Kreis des Trnavský kraj, gehört und in der traditionellen Landschaft Záhorie liegt.

## Geographie

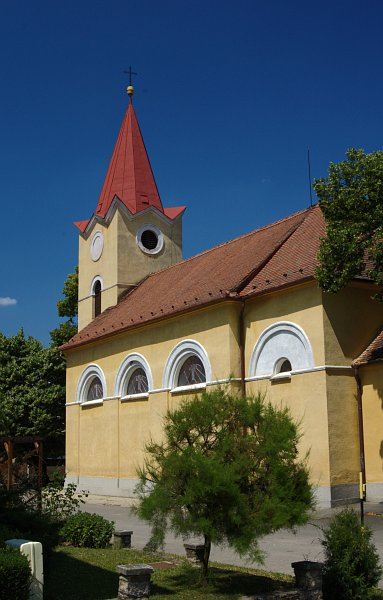
Kirche im Ort

Die Gemeinde befindet sich im Hügelland Myjavská pahorkatina an den Bächen Mokrohájsky potok und Starohorský potok. Das Ortszentrum liegt auf einer Höhe von 261 m n.m. und ist viereinhalb Kilometer von Skalica entfernt.
Nachbargemeinden sind Skalica im Norden und Osten, Radošovce im Südosten, Popudinské Močidľany im Süden und Prietržka im Westen.

## Geschichte
Mokrý Háj wurde im Jahr 1569 gegründet und zuerst durch Kroaten aus den besetzten Teilen Kroatiens im Zuge der Türkenkriege besiedelt. Sie erhielten von der Stadt Skalitz ein Stück Boden und 20-jährige Befreiung von jeglichen Untertanenpflichten. Doch bereits im 17. Jahrhundert verlor das Dorf seinen kroatischsprachigen Charakter und wurde allmählich slowakisiert. Mokrý Háj war und ist landwirtschaftlich geprägt.
Bis 1918 gehörte der im Komitat Neutra liegende Ort zum Königreich Ungarn und kam danach zur Tschechoslowakei beziehungsweise heute Slowakei.
Der Ortsname bedeutet so viel wie „Nasser Hain“.

## Bevölkerung
| Jahr                | 1994 | 2004    | 2014     | 2024    |
| ------------------- | ---- | ------- | -------- | ------- |
| Anzahl der Personen | 578  | 623     | 712      | 680     |
| Unterschied         |      | +7,78 % | +14,28 % | −4,49 % |

| Jahr                | 2023 | 2024    |
| ------------------- | ---- | ------- |
| Anzahl der Personen | 702  | 680     |
| Unterschied         |      | −3,13 % |

Nach der Volkszählung 2011 wohnten in Mokrý Háj 660 Einwohner, davon 634 Slowaken, vier Tschechen, drei Mährer, zwei Magyaren sowie ein Pole. Vier Einwohner gaben eine andere Ethnie an und 12 Einwohner machten diesbezüglich keine Angabe. 520 Einwohner bekannten sich zur römisch-katholischen Kirche, acht Einwohner zur evangelischen Kirche A. B., jeweils zwei Einwohner zur griechisch-katholischen Kirche und zur kongregationalistischen Kirche und ein Einwohner zur reformierten Kirche. 82 Einwohner waren konfessionslos und bei 45 Einwohnern wurde die Konfession nicht ermittelt.

## Bauwerke
- römisch-katholische Allerheiligenkirche im klassizistischen Stil aus dem Jahr 1852